# Михаил Ножкин
Михаил Иванович Ножкин е съветски и руски театрален и киноактьор, поет, автор на песни, народен артист на РСФСР (1980).

## Биография
Роден е на 19 януари 1937 г. в Москва, РСФСР, СССР, в семейството на Иван Петрович (1906 – 1961), участник във Великата отечествена война, и Клавдия Гавриловна (1910 – 1988) Ножкини. Завършва Строителния техникум на Московския градски съвет. През 1961 г. завършва Театралното студио за естрадни изкуства към Московския естраден театър, през същата година е приет в трупата на театъра.
Участва в първото издание на телевизионната програма „Голубой огоньок“ на ЦСТ (1962). Започва да се снима във филми през 1967 г., като дебютира в музикалния филм „На два часа раньше“.
Автор е на текстове на песни за няколко филма: „Золотые рога“, „Финист – Ясный сокол“ на А. А. Роу и др. Композира музика по свои стихове.
Най-известната песен, изпълнена от него, е „Аз пих брезов сок в пролетната гора“ („Я в весеннем лесу пил берёзовый сок“, автор Евгений Агранович). Ножкин е първият, изпълнил я пред широка публика във втората част „Завръщането на „Бекас“ (1968) на популярния съветски психологически детективски филм „Грешката на резидента“.

Редица песни по негови стихове получават широка популярност. Сред тях са:
- „Бессмертный полк“ (1975)
- „Последний бой“
- „Снова быт, или Как я женюсь“
- „А на кладбище всё спокойненько“
- „Открытое письмо другу Васе, с которым учился в одном классе“
- „Школьные частушки“
- „Дело было вечером“
- „Последняя электричка“
- „Девчонка-проказница“
- „Честно говоря“
- „Я люблю тебя, Россия“
- „Образованные просто одолели“
- „Под городом Ржевом“
- „Нам нового начальника назначили“

## Общественик
Член е на редакционната колегия на радиовестник „Слово“ и на редакционната колегия на вестник „Прогноз развития“, където редовно публикува журналистически произведения и стихове.
Член е на Съюза на кинематографистите на СССР от 1973 г. Почетен член е на Съюза на писателите на ДНР от 2015 г. Първи заместник-председател е на Управителния съвет на Съюза на писателите на Русия от 2020 г.
Член е на Обществения съвет към Следствения комитет на Руската федерация и на Централния щаб на движението „Безсмъртният полк на Русия“.
Участва активно в обществения живот. Известен е с острите си критики към поетите Андрей Вознесенски и Евгений Евтушенко. В публични речи неведнъж критикува реформите на Михаил Горбачов. Привърженик е на Комунистическата партия на Руската федерация.

## Семейство
Съпругата му Лариса Лаврентиевна Голубина (1920 – 2004) е била ръководител на литературната програма на Театъра на естрадата. Безпартийна. Тя отговаря за музикалното оформление на погребението на Йосиф Сталин.
Има доведен син Дмитрий Владимирович Голубин (1949 – 2006), актьор.
Има извънбрачен син Михаил Колосов (роден през 1981 г.) от актрисата Валентина Михайловна Колосова (1947 – 2015) (срещат се на снимачната площадка на филма „Ходене по мъките“).

## Роли в киното
- 1967 – Два часа по-рано – треньор на моржове
- 1968 – Грешката на резидента – Павел Синицин („Бекас“)
- 1969 – Всяка вечер в единадесет – сомнолог Станислав Николаевич Николаев
- 1969 – Край езерото – Яковлев
- 1970 – Съдбата на резидента – Павел Синицин („Бекас“)
- 1971 – Освобождение: Битката за Берлин – лейтенант Ярцев
- 1971 – Освобождение: Последният щурм – лейтенант Ярцев
- 1972 – Земята, до поискване – Василий Цветков
- 1973 – Надежда – Глеб Кржижановски
- 1977 – Ходене по мъките – Вадим Рошчин
- 1980 – Младостта на Петър – княз Борис Голицин
- 1980 – В началото на славните дела – княз Борис Голицин
- 1984 – Стратегията на победата (документален) – водещ журналист
- 1985 – Единично плаване – майор Шатохин
- 1985 – Вариант „Зомби“ – Синцов

## Дискография
- 1971 – Михаил Ножкин – Последний бой (от филма „Освобождение“)
- 1986 – Михаил Ножкин – Песни разных лет („Мелодия“ С60 24823 005)
- 1997 – Юбилейный творческий вечер в концертном зале имени Чайковского, във връзка с 60-годишнината на поета
- 1998 – Время Русь собирать!
- 1999 – Люди добрые
- 2000 – Странный сон

## Отличия
- Заслужил артист на РСФСР (4 септември 1974 г.)
- Заслужил деятел на културата на Полша (1975 г.)
- Народен артист на РСФСР (23 април 1980 г.)
- Почетен гражданин на гр. Ржев, Тверска област (2008 г.)
- Орден „Почетен знак“ (Орден „Знак Почёта“)
- Държавна награда на РСФСР „Братя Василиеви“ (1982) – за сценария на документалния филм „В името на живота на Земята“
- Национална награда „Имперска култура“ на Едуард Володин (2006 г.) в номинация „Поезия“ – за стихове и песни от последните години
- Голяма литературна награда на Русия на СП на Русия, награда „За благото на Русия“ (2007) – за дългогодишна служба на родната литература
- Награда на ФСБ на Русия в номинацията „Музикално изкуство“ (2014 г.) – за цикъл от авторски песни за работата на служителите по сигурността и личен творчески принос в патриотичното възпитание на руските граждани
- Орден „Свети Сергий Радонежски “ III степен (РПЦ, 2001)[6]
- Почетен орден (Орден Почёта, 30 март 2007 г.) – за заслуги в областта на културата и изкуството, дългогодишна ползотворна дейност[7]
- Орден „За заслуги към отечеството“ IV степен (28 юли 2011 г.) – за големи заслуги в развитието на националната култура и изкуство, дългогодишна ползотворна дейност[8]
- Орден „Свети благоверен княз Даниил Московски“ 1-ви клас (РПЦ, 2012 г.) – „във връзка с работата за запазване на духовните и морални ценности в обществото и във връзка със 75-годишнината от рождението му“[9]
- Орден „Свети Серафим Саровски“ 1-ви клас (5 февруари 2017 г.) – „във връзка с работата, насочена към утвърждаване на традиционните ценности в националната култура, и във връзка с 80-годишнината от рождението му“[10]
- Орден „Александър Невски“ (15 юли 2022 г.) – за голям принос в развитието на националната култура и изкуство, дългогодишна ползотворна дейност[11]
- Медал „За особен принос в развитието на Кузбас“ I степен